# ليانغ يوهاو
ليانغ يوهاو (بالصينية: 梁雨) (20 أبريل 1994 بتيانجين في الصين - ) هو لاعب كرة قدم صيني في مركز الوسط. لعب مع شانغهاي غرينلاند شينهوا ونادي هينان جيانيي.

## روابط خارجية
- ليانغ يوهاو على موقع قاعدة بيانات كرة القدم.إي يو (الإنجليزية)
- ليانغ يوهاو على موقع Soccerway.com (الإنجليزية)